# AMBO-Ölpipeline
Die AMBO-Ölpipeline der Albania-Macedonia-Bulgaria-Oil-Betreibergesellschaft (AMBO LLC) ist eine geplante, 895 Kilometer lange Pipeline, die Rohöl von der bulgarischen Hafenstadt Burgas am Schwarzen Meer über Nordmazedonien zum albanischen Adria-Hafen Vlora transportieren soll. 1993 wurde mit der Planung begonnen. Baubeginn sollte Ende 2008 sein, mit der Fertigstellung war für 2012 gerechnet worden. Danach sollen 750.000 Barrel Erdöl pro Tag durch die Pipeline fließen, um den Erdöltransport mit Tankschiffen durch den Bosporus zu entlasten. Von Vlora aus soll das aus den Ländern um das Kaspische Meer stammende Erdöl mit Tankschiffen zu den Häfen Rotterdam und New York weiter transportiert werden.
Mit dem Bau war auch im Jahr 2011 noch nicht begonnen worden. Wegen der Konkurrenzsituation durch andere Pipelineprojekte, sowie durch die mit Albaniens politischen und wirtschaftlichen Umstrukturierungsprozessen verbundenen Unsicherheiten für Investoren, ist es derzeit unwahrscheinlich, dass das Projekt ausgeführt wird.

## Bauplanung
Die US-amerikanische AMBO LLC mit Sitz in New York begann mit Überlegungen zum Bau der Pipeline unabhängig aber zeitgleich mit der Planung der BTC-Pipeline von Baku über Tiflis ins südtürkische Ceyhan. Letztere genoss als direkte Verbindung vom Kaspischen Meer zum östlichen Mittelmeer Priorität und konnte 2005 fertiggestellt werden. Als Konkurrenz- und Alternativroute zur Umgehung der Türkei, vor allem ein Ziel Russlands, wird neben der AMBO-Pipeline die von Griechenland favorisierte Burgas-Alexandroupolis-Ölpipeline geplant. Diese Route wäre zwar kürzer, dafür wird das Risiko einer Umweltkatastrophe bei einem Tankerunglück inmitten der ägäischen Inseln vor Alexandroupoli als höher eingeschätzt. Dieselben Risiken bestehen bei der Durchfahrt der Öltanker durch den Bosporus und die Dardanellen und werden als Argument für beide Pipeline-Projekte angeführt. Die türkische Regierung hat wegen der Gefährdung für die Millionenstadt Istanbul Vorschriften erlassen, die Anzahl und Größe der täglich durchfahrenden Schiffe regeln. Die beiden konkurrierenden Pipeline-Projekte haben ähnliche Chancen, umgesetzt zu werden.
Auf der Grundlage einer im September 2002 fertiggestellten, von der US-Regierung finanzierten Machbarkeitsstudie unterschrieben im Dezember 2004 die Staatschefs der drei beteiligten Länder und der Leiter von AMBO, Ted Ferguson, eine Absichtserklärung für das Projekt (Bulgarien befürwortet seit 2005 beide Alternativen), zugleich als Sicherheitsgarantie, die der Betreibergesellschaft ermöglichen soll, 900 Millionen Dollar über Kredite zu finanzieren. Als Kreditgeber zeichneten unter anderem die Overseas Private Investment Corporation, Eximbank, Credit Suisse First Boston und die Europäische Bank für Wiederaufbau und Entwicklung. Die gesamten Baukosten wurden 2005 mit 1,2 Milliarden US-Dollar angegeben, wobei von einem Baubeginn in demselben Jahr ausgegangen wurde.
Im Oktober 2006 legten Albanien und Mazedonien den Grenzübertritt der Leitung zwischen dem albanischen Dorf Stebleve und dem mazedonischen Lakaica fest. Am 31. Januar 2007 wurde von allen drei Länderparlamenten der Vertrag über Bau, Betrieb und Unterhaltung des Projekts ratifiziert. Der Vertrag trat im September 2007 in Kraft.
Gründe für die Verzögerungen bei der Planung seit 1993 waren anfangs die Bevorzugung der BTC-Pipeline durch die Amerikaner, 1999 der Kosovokrieg und der Bürgerkrieg in Mazedonien 2001, der Namensstreit um den Staat Mazedonien seit 1998, die Unentschiedenheit Bulgariens bis 2005 bezüglich der beiden Pipeline-Projekte und die unzureichende Infrastruktur in Albanien. Umweltgutachten sollen bis Ende 2008 vorliegen.
Der Leitungsdurchmesser soll 91 Zentimeter betragen. Zwischengeschaltet werden vier Pumpen, in jedem der Länder eine Pumpe, zwei in Bulgarien, durch das die halbe Länge der Pipeline verlaufen wird. In Albanien muss für die 30 bis 40 Millionen Tonnen Rohöl pro Jahr die maximale Höhe von 1000 Meter überwunden werden. Die Projektkosten wurden 2007 mit 1,8 Milliarden US-Dollar neu angegeben.

## Ökologische Einwände
In Vlora wird die AMBO-Pipeline bei einem nördlich der Stadt geplanten Energiepark-Projekt enden, das von zahlreichen Bürgern und einer Umweltschutzorganisation heftig kritisiert wird. Einwände richten sich gegen die Lage der Erdölverladestation in unmittelbarer Nähe eines Feuchtbiotops; befürchtet werden negative Auswirkungen auf Badetourismus und Fischfang in der Region. Die Entscheidung der albanischen Regierung für das Projekt wird als „nationaler Verrat“ bezeichnet.
Als Sicherheitsrisiko werden die in Burgas bei den Verladeterminals geplanten Öllager gesehen, die allein für die Pipeline nach Alexandropoulos eine Kapazität von 50 Millionen Tonnen haben sollen, ohne den Lagerbedarf für die AMBO-Pipeline. Der Hafen von Burgas ist bereits jetzt durch auslaufendes Öl aus Tankern und Lecks einer bestehenden Pipeline stark verschmutzt.
Die Trasse wird in Bulgarien und Nordmazedonien durch unberührte Wälder und durch Naturschutzgebiete führen, mit Auswirkungen auf das Ökosystem und schwerwiegenden Schäden bei Ölverlusten.

## Europäische Wirtschaftsinteressen
Ziel einer gemeinsamen Energiepolitik der Europäischen Union ist, die Abhängigkeit von russischen Energielieferungen zu vermindern. Daher wird die Förderung der zu den weltweit größten gehörenden Ölreserven um das Kaspische Meer und der Bau von Pipelines, die nicht über russisches Territorium verlaufen, vorangetrieben. Mit Hilfe eines Energieverbundes sollen die Balkanländer untereinander geeint und in die EU integriert werden.
AMBO errechnet Einnahmen aus der Durchleitung für die drei beteiligten Länder mit jährlich 60 Millionen US-Dollar für Bulgarien, 28 Millionen Dollar für Nordmazedonien und 32 Millionen Dollar für Albanien. 2500 Arbeitsplätze sollen zum Betrieb und zur Wartung entlang der Pipeline entstehen.

## US-amerikanische Wirtschaftsinteressen
Die AMBO-LLC hatte als Betreibergesellschaft der Ölpipeline eine Machbarkeitsstudie von Brown & Root Ltd. durchführen lassen, die von der US-Regierung bezahlt wurde. Der frühere Europa-Direktor von Brown & Root ist Ted Ferguson, der seit 1997 AMBO leitet. Brown & Root ist auch über den Bau der US-Militärbasis Camp Bondsteel im Kosovo auf dem Balkan engagiert und ist Teil des Halliburton-Konzerns. Dessen Aufsichtsratsvorsitzender ist der frühere US-Vizepräsident Dick Cheney.
Das AMBO-Projekt konkurriert mit der Burgos-Alexandroupoli-Pipeline, die sich zu 51 Prozent im Besitz russischer Staatsfirmen befindet, zugleich wird der europäische Ölmulti Total-Fina-Elf von einer Beteiligung ferngehalten. Beteiligt werden sollen BP, Amoco, Chevron und Texaco.
Mit der wirtschaftlichen Einbindung der drei Balkanländer verfügen die USA über einen strategischen Korridor von verbündeten Ländern vom Mittelmeer bis zum Kaspischen Meer, den sogenannten Korridor 8, der im Zusammenhang mit dem Balkan-Stabilitätspakt von der Clinton-Regierung vorgeschlagen wurde.